# Albert-Marie Besnard
Albert-Marie Besnard (Toulouse, 27 mars 1926 - Paris 7e, 6 février 1978,) est un prêtre dominicain français, connu pour ses livres et ses prédications, notamment radiodiffusées.

## Biographie
Né le 27 mars 1926 à Toulouse, Albert Louis Besnard est le 4e enfant d’une fratrie de cinq. Suivant l’exemple de son père polytechnicien, il passe les concours des grandes écoles d’ingénieur et est admis à l'École polytechnique en 1945, puis entre en école d’application à l’École nationale de la météorologie. Il a toutefois de nombreux autres intérêts, plus littéraires et poétiques, et fréquente le « clan routier » (communauté scoute, branche adulte) de Polytechnique dont l’aumônier est un dominicain, le père Pierre-André Liégé. Il lit Nietzsche et, en allemand, Rainer Maria Rilke qui devient son poète favori, avec qui il partage l’intuition que la majorité des hommes vivent coupés de leur être spirituel intérieur, de leur personnalité authentique. Attiré par la théologie d'Augustin, il est influencé par la spiritualité de Péguy, Bloy, Bernanos, Claudel... Il entre dans l’ordre dominicain en 1949, prenant le nom d’Albert-Marie, et poursuit ses études de théologie au couvent du Saulchoir à Étiolles, où il développe un vif intérêt pour l’étude de la Bible. Ordonné en 1954, il est affecté au couvent de Strasbourg deux ans plus tard. Il est ensuite maître des novices au couvent de Lille, puis maître des étudiants au Couvent du Saulchoir. En 1968, en pleine vague de contestation de l’autorité par les novices, il est envoyé au Couvent Saint-Dominique de Paris dans l’espoir que sa profondeur spirituelle et sa jeunesse lui permettront de reprendre en main les novices contestataires. S’il réussit dans cette tâche, ce n’est pas sans faire évoluer profondément l’ordre, et l’ancrer plus fortement dans le terreau évangélique au détriment du la simple discipline de la règle. En 1973 il est élu prieur de ce couvent, charge qu’il conserve jusqu’à son décès. Il est également directeur de la revue La Vie spirituelle (1968) et des Cahiers Saint-Dominique. Ses prédications sont radiodiffusées pendant 7 ans. Théologien émérite, il laisse de nombreux articles et ouvrages de théologie, de spiritualité et de prière.

## Théologie
Comme de nombreux jeunes dominicains de sa génération, Albert-Marie Besnard est séduit par l’avant-gardisme missionnaire de la province dominicaine de France dont les figures de proue sont les théologiens Yves Congar et Marie-Dominique Chenu. Parmi les initiatives des dominicains, on compte notamment la création les éditions du Cerf, de la revue L'Art sacré, et la participation au mouvement des prêtres-ouvriers. Leur enthousiasme reçoit un coup d’arrêt en 1954 avec la fin de l’expérience des prêtres-ouvriers et la politique de retour aux pratiques conventuelles et contemplatives traditionnelles imposée par le provincial Vincent Ducatillon. Les formateurs considérés comme trop réformistes sont écartés en 1955. Il leur est en particulier reproché d’orienter les jeunes dominicains vers une vie trop exclusivement axée sur la mise en pratique des évangiles au lieu de les inscrire dans la tradition ascétique et monastique de l’ordre. Ce qui faisait l’attrait d’une carrière au sein de l’ordre est donc remis en cause et l’engagement dans l’Action catholique permet alors à la plupart de ces jeunes dominicains d’échapper à la vie réglée des couvents.
Dans ce contexte, la position d’Albert-Marie Besnard est particulière. Il est un théologien reconnu par l’Ordre mais ses spécialités sont à l’époque encore marginales : les études bibliques et la théologie ascétique et mystique. Il publie sur ces sujets à partir de 1956 dans les revues La vie spirituelle, Lumen vitae ou Bible et Terre sainte. De formation scientifique, il est, comme Jacques Ellul, sensible à l’émergence d’une civilisation « technicienne » qui contribue à façonner un nouveau type d’homme impersonnel, le « technicien », qui, selon lui, souffre d’une grande difficulté à recevoir Dieu.
Attentif aux nouveaux courants de pensée et homme de prière, Albert-Marie Besnard a exploré de nombreuses spiritualités en dehors de la tradition chrétienne, telles que le zen, le yoga, la méditation transcendantale, etc..

## Œuvres

### Comme auteur
- Le Pèlerinage chrétien, Éditions du Cerf, Paris, 1959
- Le mystère du nom, Éditions du Cerf, Paris, 1962
- Visage spirituel des temps nouveaux, Éditions du Cerf, Paris, 1964
- Vie et combats de la foi, Éditions du Cerf, Paris, 1965
- Ces chrétiens que nous devenons, vrai et faux départ dans la vie spirituelle, Éditions du Cerf, Paris, 1967
- Un certain Jésus, Éditions du Cerf, Paris, 1968
- Propos intempestifs sur la prière, Éditions du Cerf, Paris, 1969
- Chemins et demeures, Éditions du Cerf, Paris, 1972
- Les Religions, Centre d'étude et de promotion de la lecture, Paris, 1972
- Pour Dieu il n'est jamais trop tard, Éditions du Cerf, Paris, 1974
- Il faut que j'aille demeurer chez toi, Éditions du Cerf, Paris, 1978
- Par un long chemin vers Toi, le pèlerinage chrétien, Éditions du Cerf, Paris, 1978
- Vers Toi, j'ai crié, Éditions du Cerf, Paris, 1979
- Du neuf et de l'ancien Éditions du Cerf, Paris, 1979
- C'est ta face, Seigneur, que je cherche, Éditions du Cerf, Paris, 1979
- Il vient toujours, Éditions du Cerf, Paris, 1979

### En collaboration
- Laisse-moi me retourner et te voir, lettres à Georges Mathey (contient plusieurs lettres d’Albert-Marie Besnard), Editions du Cerf, Paris, 1975.
- "Le Maître spirituel" (1980), Recueil de textes extraits de « La Vie spirituelle » et d' « Axes », Editions du Cerf, Paris, 1980

### Comme éditeur scientifique
- Quand les vieux parlent (1976) , Éditions du Cerf, Paris, 1982
- Lisière de la joie, de Paul de Gauléjac, Éditions Didier, Toulouse, 1945
- Exposés sur les Psaumes, d’Augustin d’Hippone, traduits par Jacques Perret, Éditions du Cerf, Paris, 1982

### Audio
- La prière (1984) cassette audio, éditeur : Ateliers du Carmel